# Julián Bonetto
Julián Bonetto (Hughes, Santa Fe; 10 de junio de 1994) es un futbolista argentino. Juega de delantero y su equipo actual es el Kalamata, de la Segunda Superliga de Grecia.

## Trayectoria

### Inicios
Bonetto hizo sus comienzos en Hughes Footaball Club en infantil . Luego pasó por las inferiores y primera división de Firmat Football Club y luego llegaría a uno de los equipos más grandes de la provincia de Santa Fe y del país, Newell's Old Boys.

### Defensores de Belgrano de Villa Ramallo
En 2016 llegó libre a Defensores de Belgrano de Villa Ramallo, equipo del Torneo Federal A. Debutó el 14 de febrero en el empate 1-1 contra Tiro Federal de Bahía Blanca, mismo rival al que le convirtió su primer gol profesional, el 20 de marzo.
En sus siguientes dos temporadas, Bonetto consiguió la titularidad, superando los 20 partidos en cada torneo, además de convertir un gol como mínimo en dichas competencias.

### Alvarado
Sus buenas actuaciones lograron que se convierta en refuerzo de Alvarado, equipo importante del Torneo Federal A. Debutó el 9 de septiembre contra Independiente de Neuquén, partido que terminó 1-0 a favor del club de Mar del Plata.
Durante su estadía, convirtió 3 goles en 27 partidos y fue parte del plantel que logró el ascenso a la Primera Nacional, segunda categoría del fútbol argentino.

### Guillermo Brown
A pesar del ascenso, Bonetto siguió su carrera en otro club, Guillermo Brown. Debutó el 18 de agosto de 2019 en la derrota 2-0 frente a Barracas Central.
El 6 de diciembre de 2020 convirtió sus primeros dos goles frente a Mitre de Santiago del Estero, en lo que sería victoria 4-2 para el equipo patagónico.

### Quilmes
En 2021, Julián Bonetto se convierte en jugador de Quilmes a préstamo por un año.

## Estadísticas

### Clubes
Actualizado hasta su último partido disputado el 19 de agosto de 2025.
| Club                                  | Div.          | Temporada     | Liga  | Liga  | Liga   | Copas nacionales | Copas nacionales | Copas nacionales | Torneos internacionales | Torneos internacionales | Torneos internacionales | Total | Total | Total  | Media goleadora |
| Club                                  | Div.          | Temporada     | Part. | Goles | Asist. | Part.            | Goles            | Asist.           | Part.                   | Goles                   | Asist.                  | Part. | Goles | Asist. | Media goleadora |
| ------------------------------------- | ------------- | ------------- | ----- | ----- | ------ | ---------------- | ---------------- | ---------------- | ----------------------- | ----------------------- | ----------------------- | ----- | ----- | ------ | --------------- |
| Defensores de Belgrano (VR) Argentina | 3.ª           | 2016          | 12    | 3     | 0      | 1                | 0                | 0                | —                       | —                       | —                       | 13    | 3     | 0      | 0.23            |
| Defensores de Belgrano (VR) Argentina | 3.ª           | 2016-17       | 24    | 1     | 0      | 2                | 0                | 0                | —                       | —                       | —                       | 26    | 1     | 0      | 0.04            |
| Defensores de Belgrano (VR) Argentina | 3.ª           | 2017-18       | 27    | 3     | 2      | 3                | 1                | 0                | —                       | —                       | —                       | 30    | 4     | 2      | 0.13            |
| Defensores de Belgrano (VR) Argentina | Total club    | Total club    | 63    | 7     | 2      | 6                | 1                | 0                | 0                       | 0                       | 0                       | 69    | 8     | 2      | 0.12            |
| C. A. Alvarado Argentina              | 3.ª           | 2018-19       | 27    | 3     | 1      | 2                | 0                | 0                | —                       | —                       | —                       | 29    | 3     | 1      | 0.1             |
| C. A. Alvarado Argentina              | Total club    | Total club    | 27    | 3     | 1      | 2                | 0                | 0                | 0                       | 0                       | 0                       | 29    | 3     | 1      | 0.1             |
| Guillermo Brown (PM) Argentina        | 2.ª           | 2019-20       | 20    | 0     | 2      | —                | —                | —                | —                       | —                       | —                       | 20    | 0     | 2      | 0               |
| Guillermo Brown (PM) Argentina        | 2.ª           | 2020          | 5     | 2     | 0      | —                | —                | —                | —                       | —                       | —                       | 5     | 2     | 0      | 0.4             |
| Guillermo Brown (PM) Argentina        | Total club    | Total club    | 25    | 2     | 2      | 0                | 0                | 0                | 0                       | 0                       | 0                       | 25    | 2     | 2      | 0.08            |
| Quilmes A. C. Argentina               | 2.ª           | 2021          | 35    | 5     | 3      | —                | —                | —                | —                       | —                       | —                       | 35    | 5     | 3      | 0.14            |
| Quilmes A. C. Argentina               | 2.ª           | 2022          | 31    | 7     | 1      | 4                | 1                | 0                | —                       | —                       | —                       | 35    | 8     | 1      | 0.23            |
| Quilmes A. C. Argentina               | 2.ª           | 2023          | 30    | 4     | 10     | —                | —                | —                | —                       | —                       | —                       | 30    | 4     | 10     | 0.13            |
| Quilmes A. C. Argentina               | Total club    | Total club    | 96    | 16    | 14     | 4                | 1                | 0                | 0                       | 0                       | 0                       | 100   | 17    | 14     | 0.17            |
| Sportivo Trinidense Paraguay          | 1.ª           | 2024          | 8     | 0     | 0      | —                | —                | —                | 4                       | 0                       | 0                       | 12    | 0     | 0      | 0               |
| Sportivo Trinidense Paraguay          | Total club    | Total club    | 8     | 0     | 0      | 0                | 0                | 0                | 4                       | 0                       | 0                       | 12    | 0     | 0      | 0               |
| Ethnikos Achnas Chipre                | 1.ª           | 2024-25       | 32    | 9     | 10     | 2                | 0                | 0                | —                       | —                       | —                       | 34    | 9     | 10     | 0.26            |
| Ethnikos Achnas Chipre                | Total club    | Total club    | 32    | 9     | 10     | 2                | 0                | 0                | 0                       | 0                       | 0                       | 34    | 9     | 10     | 0.26            |
| Kalamata · Grecia                     | 2.ª           | 2025-26       | 0     | 0     | 0      | 1                | 0                | 0                | —                       | —                       | —                       | 1     | 0     | 0      | 0               |
| Kalamata · Grecia                     | Total club    | Total club    | 0     | 0     | 0      | 1                | 0                | 0                | 0                       | 0                       | 0                       | 1     | 0     | 0      | 0               |
| Total carrera                         | Total carrera | Total carrera | 250   | 37    | 29     | 15               | 2                | 0                | 4                       | 0                       | 0                       | 269   | 39    | 29     | 0.14            |
| 1. 2. 3.                              |               |               |       |       |        |                  |                  |                  |                         |                         |                         |       |       |        |                 |